# Такахаси Одэн
Такахаси Одэн (яп. 高橋 お伝, 1849 год— 31 января 1879 года) — японская убийца.

## Биография
Такахаси Одэн стала последней женщиной, приговорённой к смертной казни через обезглавливание в Японии. Она убила мужчину, а также подозревалась в отравлении своего мужа. Она была казнена 31 января 1879 года.
О жизни Одэн снят фильм «Ведьма Такахаси Одэн» (яп. 毒婦高橋お伝 Докуфу Такахаси Одэн). Порнофильм 1983 года «Сон в алую ночь» (яп. 紅夜夢 Кояму) режиссёра Сёгоро Нисимуры основан на её жизни.

## Ссылка
- Oden «Poisoned Woman» Takahashi